# Czerwionka Dębieńsko
Czerwionka Dębieńsko – przystanek kolejowy oraz posterunek bocznicowy w Czerwionce, dzielnicy Czerwionki-Leszczyn, w województwie śląskim, w Polsce. Na stacji zatrzymują się pociągi osobowe spółki Koleje Śląskie.

## Ruch pasażerski
| Rok  | Wymiana pasażerska na dobę |
| ---- | -------------------------- |
| 2017 | 150-199                    |
| 2022 | 200-299                    |